# Marktiegelschanze
Die Marktiegelschanze im thüringischen Lauscha ist eine Skisprung-Normalschanzenanlage. Die Schanzenanlage befindet sich im Henriettenthal, mitten im Ort. Die Normalschanze hat einen Konstruktionspunkt von 92 Metern und eine Hillsize von 102 Metern. Der Schanzenrekord liegt aktuell bei 109,0 Metern. Die Anlage wird vom WSV 08 Lauscha unterhalten und betrieben. Auf der Schanze fanden bis 2010 Wettbewerbe mit internationaler Beteiligung statt. Heute wird sie zum Training und für Wettkämpfe im Jugendbereich genutzt.

## Der Name „Marktiegelschanze“
Der Name der Anlage bezieht sich auf eine historische Bezeichnung für ein kleines Seitental des Lauschatals. Der Marktiegel liegt auf ca. 675 m ü. NN Höhe etwa 600 m nordöstlich des Ortszentrums, des Hüttenplatzes, mitten im heutigen Stadtgebiet. In diesem „Grenztal“ verlief jahrhundertelang eine Landesgrenze, erst zwischen dem Fürstentum Sachsen-Coburg und den Forsten der Gräfenthaler Linie der Reichserbmarschalle von Pappenheim, später zwischen den Herzogtümern Sachsen-Meiningen und Sachsen-Saalfeld. Zwar wurde das sachsen-saalfeldische Territorium 1826 an Sachsen-Meiningen angegliedert, der Marktiegel verblieb aber zunächst beim Amt Gräfenthal, im Unterschied zu Lauscha, das dem Amt Sonneberg angehörte. 1900 wurde das Tal schließlich dem Kreis Sonneberg zugeteilt, gehörte aber immer noch nicht zum Lauschaer Gemeindegebiet. Daher wurde die Sprungschanze Schanzenanlage im Marktiegel genannt. Erst 1946 wurde das kleine Seitental nach Lauscha eingemeindet.

## Baugeschichte

### Die Anfänge
Beim ersten Winterportfest des WSV 08 Lauscha am 14. Februar 1909 erreichte Adolf Apel beim Springen von einem provisorischen Sprunghügel an der Igelskuppe eine Weite von 12 m, beim zweiten am 21. März 1909 Otto Müller-Schulwilm aus Lauscha, de Spatz'n Otto, der zu den erfolgreichsten Thüringer Wintersportlern seiner Zeit gehörte, 13 m. Dieses Provisorium hielt den Anforderungen regulärer Wettkämpfe nicht stand und musste durch eine fest installierte Sprungschanze ersetzt werden, die die Lauschaer Wintersportler diesmal im Marktiegel, einem aufgegebenen Forstgeräum der ehemaligen Glashütte Henriettenthal, errichteten. Am 24. September 1910 wurde der Pachtvertrag abgeschlossen. 2.550 Quadratmeter im Marktiegel wurden dem Verein gegen eine einmalige Gebühr von 229 Mark für vorzeitigen Abtrieb des Holzes und eine jährliche Pacht von 25,50 Mark überlassen. Der Bau erfolgte durch die Firma Fleischhauer nach dem Entwurf von Gasmeister Klarhöfer aus Lauscha. Die Finanzierung wurde durch Anteilsscheine und Spenden sichergestellt. Die erste Marktiegelschanze wurde am 28. Dezember 1911 eingeweiht. Bei diesem Wettspringen stellte Otto Müller-Schulwilm mit 21 m den ersten Schanzenrekord auf dieser Anlage auf.
1922 erfolgten die ersten größeren Umbauten und 1924 eine Neuprofilierung, damit sich der WSV 08 um die Ausrichtung von Thüringer Meisterschaften bewerben konnte. Danach waren auf der Schanze Sprünge mit Weiten bis 40 m und nach einem weiteren Umbau 1930 in Vorbereitung auf die Deutschen Skimeisterschaften bis 60 m möglich. Die 60-m-Schanze wurde nach einem tödlichen Unfall 1939 gesperrt und war nach dem Zweiten Weltkrieg teilweise verfallen und technisch in keinem guten Zustand. 1948 wurde sie nach einem Entwurf von Reiner Fleischhauer, Bauingenieur aus Lauscha, umgebaut und vergrößert. So konnte der Wettkampfbetrieb 1949 wieder aufgenommen werden.

### Die Schanzenanlage
Trotz der Umbauten war die Schanze veraltet. Der Rat der Gemeinde beschloss gemeinsam mit der Sektion Ski der Sportgemeinschaft Lauscha den Bau einer neuen Anlage unter modernsten Gesichtspunkten. Die neue Schanzenanlage sollte sowohl für Wettkämpfe im Spitzensport als auch als Trainingsanlage im Kinder- und Jugendbereich geeignet sein. Unter Leitung der ehrenamtlichen Trainer Greiner-Willibald und Zitzmann war 1949 ein kleiner Sprunghügel neben der Schanze zu einer Kleinschanze für Kinder umgebaut worden, auf der im Februar 1950 die DDR-Meisterschaft für Junge Pioniere stattfand. Mit Eberhard Walther, der am 1. September 1956 das Training hauptamtlich übernahm, wurden eine Kinderschanze (Pionierschanze) K 23, eine Jugendschanze K 40 und die große Schanze K 74, die ein Anlaufgerüst bekam, projektiert. Auch weil die Vorgängeranlage in dieser Hinsicht problematisch gewesen war, wurde nun besonderes Augenmerk auf eine gesundheitsschonende Gestaltung des Radius vom Aufsprunghang zur Auslaufzone gelegt. Beim Aufbau der Dreischanzenanlage, der 1956 begann, leisteten die Mitglieder der Sektion Wintersport der damaligen BSG Chemie Lauscha im Rahmen des Nationalen Aufbauwerkes mit einfachen Baugeräten 40.000 freiwillige und unbezahlte Arbeitsstunden. Im Februar 1957 wurde erstmals die Jugendschanze für DDR-Jugendmeisterschaften genutzt. Am 21. Dezember 1958 wurde die neue große Schanze eingeweiht, auf der von da an regelmäßig nationale und internationale Wettkämpfe ausgetragen wurden.
Ab 1959 wurde der Sprungrichterturm auf die Ostseite der Anlage verlegt, in den folgenden Jahrzehnten ausgebaut und durch weitere Tribünen, Türme und Weitenmessanlagen ergänzt. Von Mitte der 1960er bis in die 80er Jahre zeichnete der Architekt Walter Otto für die Projektierung und Bauleitung bei baulichen Veränderungen verantwortlich. 1969/70 wurde der eingestürzte Schanzentisch der großen Marktiegelschanze als Stahlkonstruktion neu errichtet. 1971 entstand eine Kleinstschanze K 8 für Anfänger. Gleichzeitig wurde ein Schlepplift in Eigenleistung gebaut, der alpin genutzt wurde, aber auch die Skispringer zum Anlaufgerüst bringen konnte. Das marode Holzanlaufgerüst wurde 1973/74 durch eine moderne Stahlkonstruktion mit einem Starthaus ersetzt. Das Anlaufprofil wurde so gestaltet, dass die Marktiegelschanze internationalen Ansprüchen besser gerecht wurde. Auch der Aufsprunghang wurde modifiziert und den Veränderungen der Sprungstile angepasst. Das bereits 1971 hierfür erteilte FIS-Zertifikat wurde bis 1976 verlängert und im Abstand von fünf Jahren bis heute erteilt.

### Modernisierungsmaßnahmen
Durch kleinere Umbauarbeiten an der großen Marktiegelschanze wurden 1991 die Voraussetzungen für ein erneutes FIS-Zertifikat geschaffen, das 1992 erteilt wurde. 1993 erhielt die Schanze eine Beschneiungsanlage. Dafür wurden ein Wasserspeicherbecken gebaut, Rohre vom Speicherbecken über den Schanzenhang bis zum Anlaufgerüst verlegt und 1994 eine Kompressorenanlage installiert. Unter dem Schanzentisch wurde eine Seilwinde eingebaut, die eine Walze über den Aufsprunghang bewegt, die den Schneebelag verfestigt. Der Wertungsrichterturm für die Jugendschanze wurde am alten Standort erweitert und mit Innenräumen ausgestattet. 1997 überschrieb die Stadt Lauscha die Schanzenanlage dem Wintersportverein 08 Lauscha e. V. Somit war der Weg frei, Fördermittel zu beantragen und auch größere Sponsoren zu gewinnen. Wieder wurden umfangreiche Baumaßnahmen in Angriff genommen, so die Neuprofilierung der Schanzen K 10 bis K 47. Für den Sommerbetrieb auf Matten wurde eine neue Bewässerungsanlage installiert. Auch die große Schanze bekam ein neues Profil.

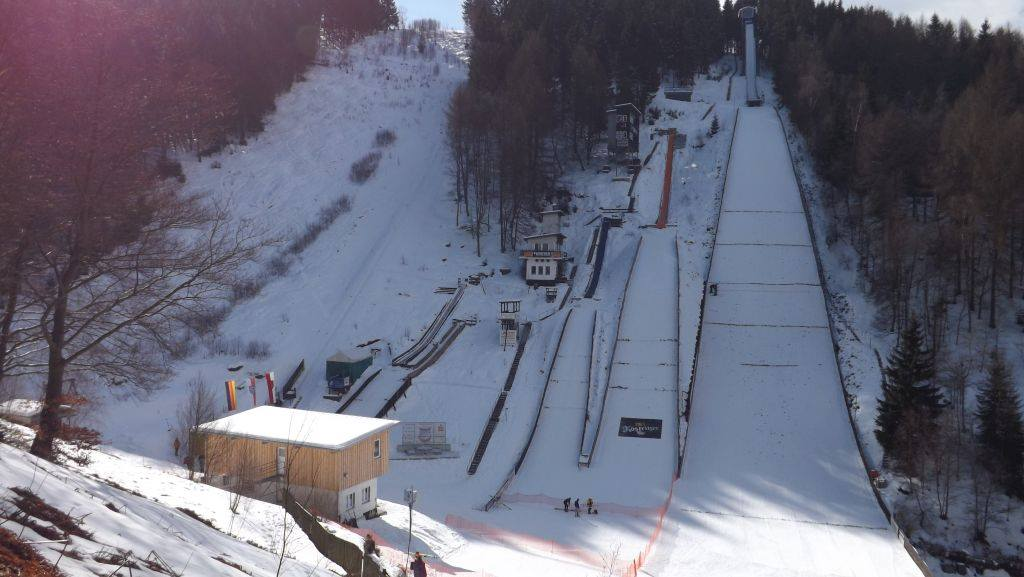
Schanzenanlage im Marktiegel im Januar 2016

Zuletzt wurde die Schanze im Sommer 2005 im größeren Umfang modernisiert. Den Sprungturm zeichnet heute ein Aufwärmraum aus, der außerhalb der Wettkämpfe als Multiraum, u. a. zu 3D-Skisprungsimuationen genutzt wird. Daneben ist die Schanze mit einer optischen und einer akustischen Startsignalanlage ausgestattet. Die Normalschanze erfüllt alle Standards für internationale Wettbewerbe. Bei der FIS wird sie mit der Zertifikatsnummer 56/GER geführt. Auch die kleineren Schanzen entsprechen modernsten Anforderungen. Die K-47-Schanze besitzt seit Juni 2005 eine Edelstahlanlaufspur. Sie wurde 2011 bis 2013 modernisiert und unter dem Namen „Schwabenschanze“ wieder eröffnet. Im November 2012 wurde die Abstützungen zwischen den Aufsprunghängen erneuert. Die K 10, 15 und 27 m-Anlagen erhielten 2008 Edelstahlanlaufspuren. Sie werden zum Training und für Wettkämpfe in den Schüler-Altersklassen genutzt. Mit finanzieller Unterstützung durch den Thüringer Skiverband entstand 2012 an Stelle der abgerissenen alten Anlage ein Schlepplift.

## Wettbewerbe

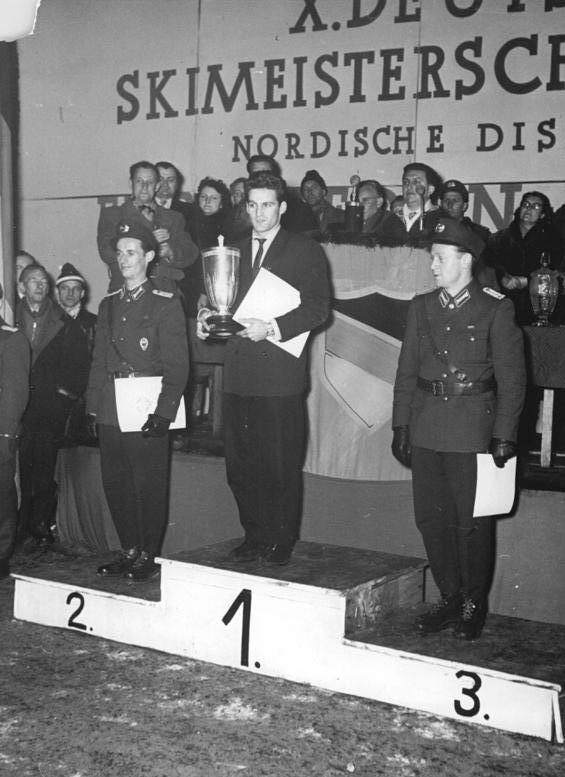
Helmut Recknagel, Harry Glass und Werner Lesser bei den X. Deutschen Skimeisterschaften 1959 in Lauscha

Die Marktiegelschanze war von Anfang an als eine Sprunganlage konzipiert, die den jungen Wintersportort Lauscha in die Lage versetzen sollte, Skisportveranstaltungen im größeren Rahmen zu veranstalten. Das erste Wettspringen 1911 war der Auftakt zu regelmäßigen Wettkämpfen bei erweiterten Ortsmeisterschaften. Höhepunkt waren die zweiten Südthüringer Meisterschaften 1914.
Der Erste Weltkrieg unterbrach diese Entwicklung. Der Wintersport kam nahezu zum Erliegen. Erst in den zwanziger Jahren wurden die Wettkämpfe wieder aufgenommen. 1929 wurde Lauscha gemeinsam mit dem Nachbarort Ernstthal mit der Ausrichtung der Thüringer Meisterschaften betraut. 1931 richteten Lauscha und Ernstthal gemeinsam die Deutschen Skimeisterschaften aus. Die Organisatoren begrüßten am 6. Februar 1931 die ca. 25.000 Gäste bereits am Bahnhof Lauscha mit überlebensgroßen Eis- und Schneeplastiken (Tiere des Thüringer Waldes). Die Sprungläufe wurden jeweils auf der 1928 errichteten „Pappenheimer Schanze“ (K 65) in Ernstthal durchgeführt. Erich Recknagel sprang den Schanzenrekord von 66 m. Doch auch die Marktiegelschanze war neu profiliert worden und 1932 wurden die Meisterschaften des Gaues Südthüringen nach Lauscha vergeben. Dem folgten regionale Skifeste. 1937 fanden die Thüringer Meisterschaften in Lauscha statt. Diesmal wurde auf der Marktiegelschanze gesprungen.
Am 19. März 1939 verunglückte der Skispringer Werner Gössinger bei den 26. Lauschaer Skiwettkämpfen tödlich. Die Schanze wurde gesperrt. Thüringenweit gab es ab 1941 keine Wettkämpfe mehr. Die Sportausrüstungen und Skier wurden für die Wehrmacht konfisziert. Der Zweite Weltkrieg löschte erneut eine Sportlergeneration fast vollständig aus.
Erst nach dem Ende des Krieges und einem Umbau 1948 begann langsam wieder der Wettkampfbetrieb. 1949 fand in Lauscha die erste Thüringer Meisterschaft nach dem Krieg statt. Ab 1951 übernahm die Sektion Wintersport der BSG Chemie Lauscha, die aus dem Wintersportverein hervorgegangen war, die Aufgaben einer Schwerpunktsektion, deren Ziel es war, Nachwuchssportler für die Leistungszentren der international startenden Sportclubs der DDR heranzubilden, wofür sie die völlig neu konzipierte Dreischanzenanlage und die Kleinschanzen errichtete und nutzte. Der erste größere Wettkampf auf der neuen Anlage wurde im Februar 1957 im Rahmen von DDR-Jugendmeisterschaften ausgetragen. Die Jugendschanze wurde als zweite Schanze in Thüringen mit den von Hans Renner entwickelten Kunststoffmatten belegt. Am 22. September 1957 fand darauf das erste Mattenspringen statt, das Helmut Recknagel gewann. Dies war der Auftakt zum jährlichen Springen um den Pokal der Stadt Lauscha auf Matten.
Im Februar 1959 wurden in Lauscha die X. Deutschen Skimeisterschaften in den nordischen Disziplinen ausgerichtet. 55.000 Besucher erlebten die Skispringer Harry Glaß, Helmut Recknagel und Werner Lesser (damals im ASK Brotterode) in Bestform. Diesmal schufen die Lauschaer über 100 Schneeplastiken. Von 1960 bis 1987 war die Marktiegelschanze neben der Inselbergschanze und der Schanzenanlage im Kanzlersgrund Bestandteil der Thüringer Schanzentournee, 1970, 1974 und 1977 fand hier jeweils ein Springen der internationalen  Springertournee der Freundschaft statt. 1976 und 1984 wurden in Lauscha DDR-Meisterschaften veranstaltet. Im Jugendbereich war die Anlage im Marktiegel bis zur Wende mit den Schanzen im Königstal in Cursdorf und den Friedrich-Fröbel-Schanzen in Oberweißbach Teil der Werner-Seelenbinder-Tournee im Sommer und Wettkampfstätte für Kreis- und Bezirksspartakiaden im Winter.
Die Abteilung Wintersport im neu gegründeten Sportverein Lauscha e. V. richtete 1991 die erste Thüringer Landesmeisterschaft nach der Wiedervereinigung aus. In der Saison 1993/94 wurde auf der Marktiegelschanze erstmals ein Interkontinentalcup-Springen durchgeführt. Vom Internationalen Skiverband FIS erhielt der Veranstalter höchste Anerkennung und der Wettbewerb in Lauscha wurde zu einem festen Termin im internationalen Wettkampfkalender. Bis 2004/05 wurden auf der Anlage regelmäßig Interkontinentalcup- bzw. Continental-Cup-Skispringen ausgetragen, ab 2005/06 fanden hier regelmäßig FIS-Cup-Wettbewerbe statt. Daneben ist die Marktiegelschanze Austragungsort von Wettbewerben im Junioren- und Jugendbereich, wie dem Alpencup (2004 und 2010; 2011, 2012 und 2013 abgesagt), dem DSV Jugendcup-Deutschlandpokal, den Bundesskispielen 1994, Ranglisten-Wettkämpfen des Thüringer Skiverbandes und Landes- und Kreisjugendspielen. Vom 27. Februar bis zum 1. März 2015 fanden hier die Deutschen Nordischen Jugendmeisterschaften Skisprung/Nordische Kombination statt.

## Jugendarbeit
Die Förderung des Nachwuchses in den Wintersportarten Skilanglauf, Skispringen und Nordische Kombination hat in Lauscha eine große Tradition. Der ehemalige Bundestrainer Reinhard Heß, der Vizeweltmeister im Skifliegen Axel Zitzmann und der Deutsche Meister und zweimalige Weltcup-Sieger André Kiesewetter erlernten auf der Marktiegelschanze das Skispringen. Heute nutzen etwa 25 junge Sportler der Sparte Skisprung der Jugendabteilung des WSV 08 Lauscha die Schanzen nahezu täglich zum Training. Der Skisprung-Nachwuchs des WSV erzielt in den Wettbewerben der Schülerklassen regelmäßig gute Resultate. Danny Queck startete im Skisprung-Continental-Cup, hatte Einsätze im Weltcup und bei der Vierschanzentournee und war Nationalkader. Lukas Wagner war B-Kader der Nationalmannschaft und startet im FIS-Cup. 1a-Kader ist die OPA-Meisterin 2015 Luisa Görlich, die am 31. Januar 2016 in Oberstdorf im Weltcup debütierte. Sophia Görlich, C-Kader der Nationalmannschaft, startete im Continentalcup. Ihre Schwester Emilia Görlich wurde in den D/C-Förderkader berufen und startet im Alpencup.
Pauline Heßler, Team-Juniorenweltmeisterin 2015, debütierte am 5. Dezember 2014 in Lillehammer im Weltcup. 2021 gelang ihr die Qualifikation für die deutsche Damen-Skisprungnationalmannschaft. Sie vertrat als erste Athletin den WSV 08 Lauscha bei den Olympischen Winterspielen in Peking.

## Daten der Normalschanze
| Marktiegelschanze HS 102                   | Marktiegelschanze HS 102 |
| Anlauf                                     | Anlauf                   |
| ------------------------------------------ | ------------------------ |
| Anlauflänge                                | 75,84 m                  |
| Neigung des Anlaufs (γ)                    | 37°                      |
| Anlaufgeschwindigkeit                      | 87,12 km/h               |
| Schanzentisch                              |                          |
| Tischhöhe                                  | 2,75 m                   |
| Tischlänge                                 | 6,08 m                   |
| Neigung des Schanzentisches (α)            | 10,5°                    |
| Aufsprung                                  |                          |
| Hillsize                                   | 102 m                    |
| Konstruktionspunkt                         | 92 m                     |
| Höhendifferenz Tischkante bis K-Punkt (h)  | 46,66 m                  |
| Längendifferenz Tischkante bis K-Punkt (n) | 82,93 m                  |
| Verhältnis Höhen- zu Längendifferenz (h/n) | 0,566                    |
| K-Punkt Neigungswinkel (β)                 | 36,5°                    |
| Auslauf                                    |                          |
| Länge des Auslaufs                         | 90 m                     |
| Größe                                      |                          |
| Schanzenrekord                             | 109,0 m                  |

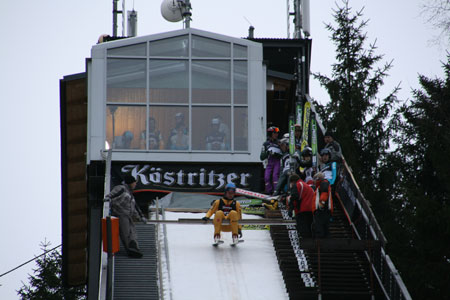
Der Multiraum

Der Anlaufturm der Normalschanze ist eine Stahlfachwerkkonstruktion. Sie trägt den Startbereich und die 75,84 m lange Anlaufbahn. Innerhalb des Stahlfachwerks verläuft eine Treppe zum Startbereich. Dieser ist mit Wellblech überdacht und umkleidet. Unterhalb des Starthauses ist der Multiraum (Aufwärmraum) mit dem prägnanten Panoramafenster angebaut. Das Anlaufprofil wird mit einem Bretterbelag stabilisiert. Der Aufsprunghang folgt dem natürlichen Gelände. Im Laufe der Zeit wurde das Hangprofil mehrmals den Erfordernissen der jeweiligen Sprungtechniken angepasst.

## Schanzenrekordentwicklung
| Jahr | Weite   | Sportler              | Herkunft des Athleten                    |
| ---- | ------- | --------------------- | ---------------------------------------- |
| 1911 | 21,0 m  | Otto Müller-Schulwilm | Deutsches Reich, Lauscha                 |
| 1924 | 40,0 m  | Karl Frank            | Deutsches Reich, Bock und Teich          |
| 1931 | 61,0 m  | Erich Recknagel       | Deutsches Reich, Oberschönau             |
| 1951 | 62,0 m  | Fredi Jäger           | Deutsche Demokratische Republik, Lauscha |
| 1959 | 84,0 m  | Helmut Recknagel      | DDR, Steinbach-Hallenberg                |
| 1965 | 87,5 m  | Dieter Neuendorf      | DDR, Ruhla                               |
| 1970 | 90,5 m  | Christian Kiehl       | DDR, Oberwiesenthal                      |
| 1973 | 92,0 m  | Manfred Wolf          | DDR, Brotterode                          |
| 1976 | 93,0 m  | Jochen Danneberg      | DDR, Halberstadt                         |
| 1976 | 96,0 m  | Harald Duschek        | DDR, Thale                               |
| 1982 | 98,0 m  | Axel Zitzmann         | DDR, Lauscha                             |
| 1984 | 103,0 m | Manfred Deckert       | DDR, Halle (Saale)                       |
| 1986 | 104,0 m | Raimund Litschko      | DDR, Sonneberg                           |
| 1993 | 104,5 m | Hiroya Saitō          | Japan, Yoichi                            |
| 2001 | 105,0 m | Tami Kiuru            | Finnland, Vantaa                         |
| 2001 | 105,5 m | Bjørn Einar Romøren   | Norwegen, Oslo                           |
| 2002 | 107,5 m | Maximilian Mechler    | Deutschland, Isny                        |
| 2005 | 108,0 m | Andreas Wank          | Deutschland, Halle (Saale)               |
| 2010 | 108,0 m | Marinus Kraus         | Deutschland, Oberaudorf                  |
| 2010 | 109,0 m | Mario Seidl           | Österreich, Sankt Veit im Pongau         |

Marinus Kraus (WSV Oberaudorf) stellte am 7. Februar 2010 im 2. Wertungsdurchgang des zweiten Wettkampftages, dem insgesamt 10. Jugendcup-Wettbewerb der Disziplin Sprunglauf der Spezialspringer beim DSV-Joska-Jugendcup/Deutschlandpokal 2009/10 mit 108 m den Schanzenrekord von Andreas Wank (WSV 06 Oberhof) aus dem Jahr 2005 ein. Die bisher größte Weite erzielte am 27. Februar 2010 Mario Seidl (TSU St. Veit, Österreich) mit 109 m im Probedurchgang des ersten (insgesamt 9.) Wettkampftages in der Nordischen Kombination beim Alpencup 2009/2010. Wegen einer zeitweise befürchteten witterungsbedingten Umstellung des Wettkampfplanes wurde dieser Durchgang provisorisch als erster Wertungssprung gezählt, floss aber nicht in das offizielle Ergebnis ein, weil alle Wertungsdurchgänge regulär durchgeführt werden konnten.

## Die Anlage
Weitere Schanzen:

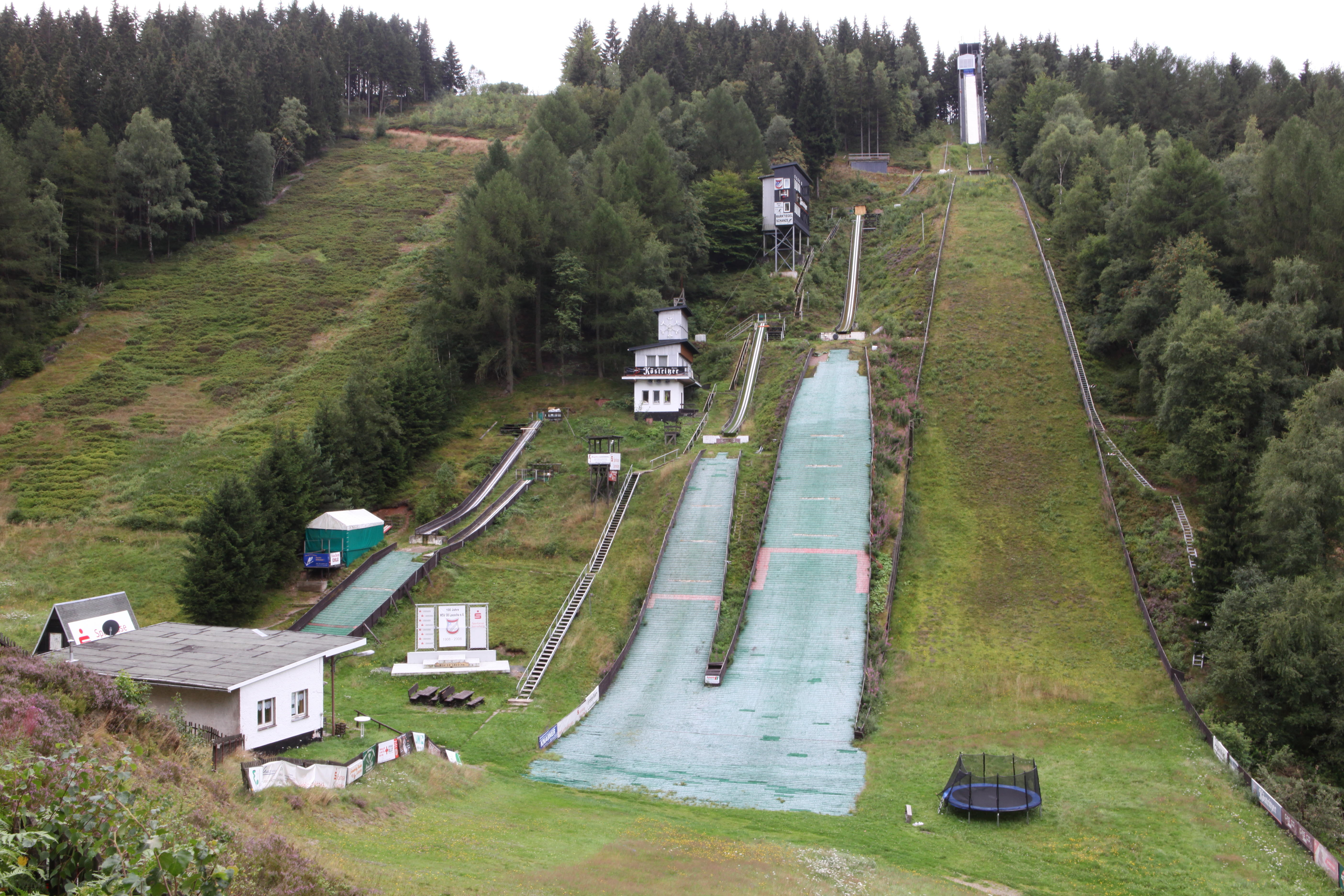
Schanzenanlage im Sommer (2011)

- K 47 „Schwabenschanze“ (Schanzenrekord: 49,5 m, Stephan Hocke)
- K 27 (Schanzenrekord: 28,5 m, Patrice Protze, Lukas Wagner)
- K 16 (SR: 17,0 m, Oliver Reck)
- K 10 (SR: 11,0 m)

Direkt neben der großen HS 102 befinden sich die K-47- und die K-27-Schanze. Diese drei Schanzen wurden gleichzeitig angelegt und teilen sich einen gemeinsamen ca. 90 m langen Auslaufbereich, der bis zum Gegenhang reicht. Die kleineren Schanzen sind Holzkonstruktionen, wie die beiden Schülerschanzen, die sich etwa 20 m entfernt von der Dreischanzenanlage noch etwas weiter östlich befinden. Die K 10 und die K 16 haben einen gemeinsamen Aufsprunghang und Auslaufbereich. Alle Schanzen außer der HS 102 sind mit Matten belegt. Gegenüber den Schülerschanzen steht ein bungalowartiges technisches Gebäude, das Schanzenbaude genannt wird. Daneben gibt es ein Gebäude mit einer Kompressorenanlage und ein Speicherbecken für die Beschneiungsanlage.
Östlich unterhalb des Schanzentisches der HS 102 steht ein zweistöckiger Sprungrichterturm, eine verkleidete Stahlkonstruktion, etwas weiter unterhalb ein ebenfalls zweistöckiger Turm mit Innenräumen und einem umlaufenden Balkon, von dem aus Trainer und Presse die Sprünge verfolgen können. Hangabwärts sind neben den einzelnen Schanzen ein einstöckiger Turm am Tisch der K 47 und eine Sprungrichterplattform an der K 27 angeordnet. Weiter links neben der Schanzenanlage befindet sich in einem Zelt eine Absprung-Trainingsanlage, darunter die Sprungrichterplattform am Tisch der Kleinschanzen. Auf der linken Seite der Dreischanzenanlage verläuft eine Treppe den Hang hinauf vom Auslaufbereich bis zum Anlaufturm der HS 102, rechts am Aufsprunghang der HS 102 eine Treppe zu den Positionen der Weitenrichter. Östlich der Schanzenanlage verläuft die Trasse eines Schlepplifts, der bei Wettbewerben als Aufstiegshilfe der Sportler dient.
Am Gegenhang im naturbelassenen Talkessel gibt es keine baulich abgegrenzten Zuschauerplätze. Der Zuschauerbereich am Schanzenauslauf kann bis zu 30.000 Zuschauer aufnehmen. Der Zuschauerrekord der Nachwendezeit wurde am 12. Dezember 1993 erreicht. 5.000 Zuschauer verfolgten das erste Interkontinentalcup-Springen in Lauscha.
Auf der Hochfläche des Kleinen Tierberges auf etwa 755 m ü. NN Höhe, knapp 420 m vom Anlaufturm der HS 102 entfernt, befindet sich die Sportanlage des FSV 07 Lauscha, die bei Wintersportwettbewerben als Start und Ziel der Langlaufstrecken, auch für die Wettkämpfe in der Nordischen Kombination, genutzt wird.

## Internationale Wettbewerbe
Genannt werden alle von der FIS organisierten Sprungwettbewerbe ab 2000.
| Datum            | Kategorie       | Schanze | 1. Platz                 | 2. Platz              | 3. Platz              |
| ---------------- | --------------- | ------- | ------------------------ | --------------------- | --------------------- |
| 16. Januar 2000  | Continental Cup | K92     | Dirk Else                | Alan Alborn           | Robert Meglič         |
| 27. Januar 2001  | Continental Cup | K92     | Akseli Lajunen           | Tami Kiuru            | Dennis Störl          |
| 28. Januar 2001  | Continental Cup | K92     | Igor Medved              | Michal Doležal        | Tami Kiuru            |
| 26. Januar 2002  | Continental Cup | K92     | Hansjörg Jäkle           | Michael Möllinger     | Frank Ludwig          |
| 23. Februar 2003 | Continental Cup | K92     | Reinhard Schwarzenberger | Michael Neumayer      | Daniel Forfang        |
| 29. Januar 2005  | Continental Cup | HS102   | Robert Kranjec           | Kalle Keituri         | Choi Heung-chul       |
| 30. Januar 2005  | Continental Cup | HS102   | Thomas Lobben            | Kalle Keituri         | Christian Bruder      |
| 12. Januar 2008  | FIS-Cup         | HS102   | Jan Mayländer            | Łukasz Rutkowski      | Martin Plhal          |
| 13. Januar 2008  | FIS-Cup         | HS102   | Łukasz Rutkowski         | Maciej Kot            | Michael Hayböck       |
| 17. Januar 2009  | FIS-Cup         | HS102   | Florian Horst            | Jernej Košnjek        | Elias Pfannenstill    |
| 18. Januar 2009  | FIS-Cup         | HS102   | Wettkampf ausgefallen    | Wettkampf ausgefallen | Wettkampf ausgefallen |
| 23. Januar 2010  | FIS-Cup         | HS102   | Felix Brodauf            | Peter Frenette        | David Winkler         |
| 24. Januar 2010  | FIS-Cup         | HS102   | Felix Brodauf            | Erik Simon            | David Winkler         |
| 27. Februar 2010 | Alpencup        | HS102   | Thomas Diethart          | Johannes Obermayr     | Matjaž Pungertar      |
| 27. Februar 2010 | Alpencup        | HS102   | Thomas Lackner           | Andraž Pograjc        | Matjaž Pungertar      |